# Clementinus Schutijser
Clementinus Schutijser OFMCap (* 11. Februar 1909 in Vlissingen; † 3. Juni 1988 in Goes) war der 68. Generalminister des Kapuzinerordens.

## Leben
Clementinus Schutijser aus Vlissingen, Taufname Johannes Franciscus Maria, wurde als Kapuziner der niederländischen Ordensprovinz (Profess am 8. September 1932) nach seinem Philosophie- und Theologiestudium und der Priesterweihe (21. September 1935) nach Rom geschickt, wo er 1939 an der Päpstlichen Universität Gregoriana mit einer vielbeachteten Arbeit über das Völkerrecht in Kirchenrecht promovierte.
In seiner Provinz widmete er sich der Lehre und der Klerikerausbildung und diente außerdem als Guardian, Gemeindepfarrer und Synodalrichter am Tribunal der Diözese Haarlem, in seinem Orden als Provinzdefinitor, Provinzialminister und Generalkustos. 1957 wurde er von der Ordenskongregation zum Apostolischen Visitator ernannt, beim Generalkapitel 1958 zum Generaldefinitor gewählt und 1964 zum Generalminister. Als solcher nahm er an der dritten und vierten Sitzungsperiode des Zweiten Vatikanischen Konzils teil.
Während Schutijsers Amtszeit wurde das Internationale Kolleg St. Laurentius von Brindisi in Rom von seinem alten Standort an der Via Sicilia in ein neues Gebäude am Grande Raccordo Anulare verlegt, wo sich auch das Historische Institut und das Franziskanische Museum befinden. Er visitierte viele Provinzen und Missionen und förderte den Ordo Franciscanus Saecularis (OFS).
Nach dem Konzil widmete er sich der Erneuerung des Ordens im Geiste der Konzilsbeschlüsse und berief 1968 das außerordentliche Generalkapitel ein, bei dem die neuen Konstitutionen aktualisiert und ausgearbeitet wurden. 1969 wurde das Franziskanische Institut für Spiritualität am Päpstlichen Athenaeum Antonianum in Rom gegründet. Nach Beendigung seines Mandats 1970 kehrte er in die Niederlande zurück, wo er sich dem Institut für Missionen widmete.
Im Oktober 1971 nahm er am ersten CPO (Consiglio Plenario dell’Ordine) des Ordens in Quito (Ecuador) und am außerordentlichen Generalkapitel 1971 teil. Von 1970 bis 1985 war er Mitglied und Berater der niederländischen katholischen Organisation für die Entwicklung der Dritten Welt (CMC, Central Mission Commissariat) und einer der Gründer von SEDOS (Service of Documentation and Study on Global Mission).
Er starb 1988 bei dem schweren Zugunglück in Rilland Bath, Zeeland. Er wurde auf dem Friedhof des Emmausklosters in Velp bei Grave (Nordbrabant) begraben.

## Werke
- De evolutione definitionis iuris gentium. Studium historico-iuridicum de doctrina iuris gentium apud auctores classicos saec. XVI–XVIII. (Diss.), Romae: Apud Aedes Universitatis Gregorianae, 1940